# Women's British Open
AIG Women's British Open (före 2019 Ricoh Women's British Open), populärt The Women's Open, är en av damernas majortävlingar i golf och den enda tävlingen i Europa som klassas som major av både Ladies European Tour och LPGA Tour. Tävlingen grundades av Ladies Golf Union of Great Britain 1976 och blev en officiell tävling på LPGA-touren 1994. Det har varit en major sedan 2001 då den ersatte du Maurier Classic.   

## Majorsegrare
| År   | Segrare                    |
| 2024 | Lydia Ko, Nya Zeeland      |
| 2023 | Lilia Vu, USA              |
| 2022 | Ashleigh Buhai, Sydafrika  |
| 2021 | Anna Nordqvist, Sverige    |
| 2020 | Sophia Popov, Tyskland     |
| 2019 | Hinako Shibuno, Japan      |
| 2018 | Georgia Hall, England      |
| 2017 | In-Kyung Kim, Sydkorea     |
| 2016 | Ariya Jutanugarn, Thailand |
| 2015 | Inbee Park, Sydkorea       |
| 2014 | Mo Martin, USA             |
| 2013 | Stacy Lewis                |
| 2012 | Ji-Yai Shin                |
| 2011 | Yani Tseng                 |
| 2010 | Yani Tseng                 |
| 2009 | Catriona Matthew           |
| 2008 | Ji-Yai Shin                |
| 2007 | Lorena Ochoa               |
| 2006 | Sherri Steinhauer          |
| 2005 | Jeong Jang                 |
| 2004 | Karen Stupples             |
| 2003 | Annika Sörenstam           |
| 2002 | Karrie Webb                |
| 2001 | Se Ri Pak                  |

## Segrare innan tävlingen blev en major
| År   | Segrare               |
| 2000 | Sophie Gustafson      |
| 1999 | Sherri Steinhauer     |
| 1998 | Sherri Steinhauer     |
| 1997 | Karrie Webb           |
| 1996 | Emilee Klein          |
| 1995 | Karrie Webb           |
| 1994 | Liselotte Neumann     |
| 1993 | Karen Lunn            |
| 1992 | Patti Sheehan         |
| 1991 | Penny Grice-Whittaker |
| 1990 | Helen Alfredsson      |
| 1989 | Jane Geddes           |
| 1988 | Corinne Dibnah        |

| År   | Segrare               |
| 1987 | Alison Nicholas       |
| 1986 | Laura Davies          |
| 1985 | Betsy King            |
| 1984 | Ayako Okamoto         |
| 1983 | Ingen tävling         |
| 1982 | Martha Figueras-Dotti |
| 1981 | Debbie Massey         |
| 1980 | Debbie Massey         |
| 1979 | Alison Sheard         |
| 1978 | Janet Melville        |
| 1977 | Vivien Saunders       |
| 1976 | Jenny Lee Smith       |